# Хайнбург-ан-дер-Донау
Хайнбург-ан-дер-Донау (нем. Hainburg an der Donau) — город в Австрии, в федеральной земле Нижняя Австрия.

## Общие сведения
Входит в состав округа Брук-на-Лайте. Население 5651 человек. Занимает площадь 25,05 км². Официальный код — 3 07 10.
Хайнбург — самый восточный австрийский город на Дунае. Он расположен в 40 километрах восточнее столицы страны Вены в нескольких километрах от границы со Словакией.

## История
Хайнбург впервые упоминается в «Песне о нибелунгах» (Авентюра XXII, строфа 1376); права города он получил в 1244 году.
Всё Средневековье город играл роль восточного форпоста империи Габсбургов и часто подвергался набегам венгров и турок.

## Достопримечательности
- Крепостная стена — хорошо сохранившаяся стена с тремя воротами и 15 башнями. Все трое ворот построены в XIII веке. Общая протяженность стены — 2,5 км.
  - Венские ворота — западные ворота города, одни из самых высоких крепостных ворот в Австрии — более 20 метров. Ныне в них размещён городской музей.
  - Венгерские ворота — массивные восточные ворота города, самые старые из трёх.
  - Рыбацкие ворота — ведут в сторону Дуная. Через них в 1683 году в город проникли турки, устроив кровавую резню. Переулок, ведущий в их сторону, называется Кровавым переулком.
- Руины замка Хаймобург находятся на горе Шлоссберг в черте города. Замок был разорён во время того же турецкого нашествия 1683 года.

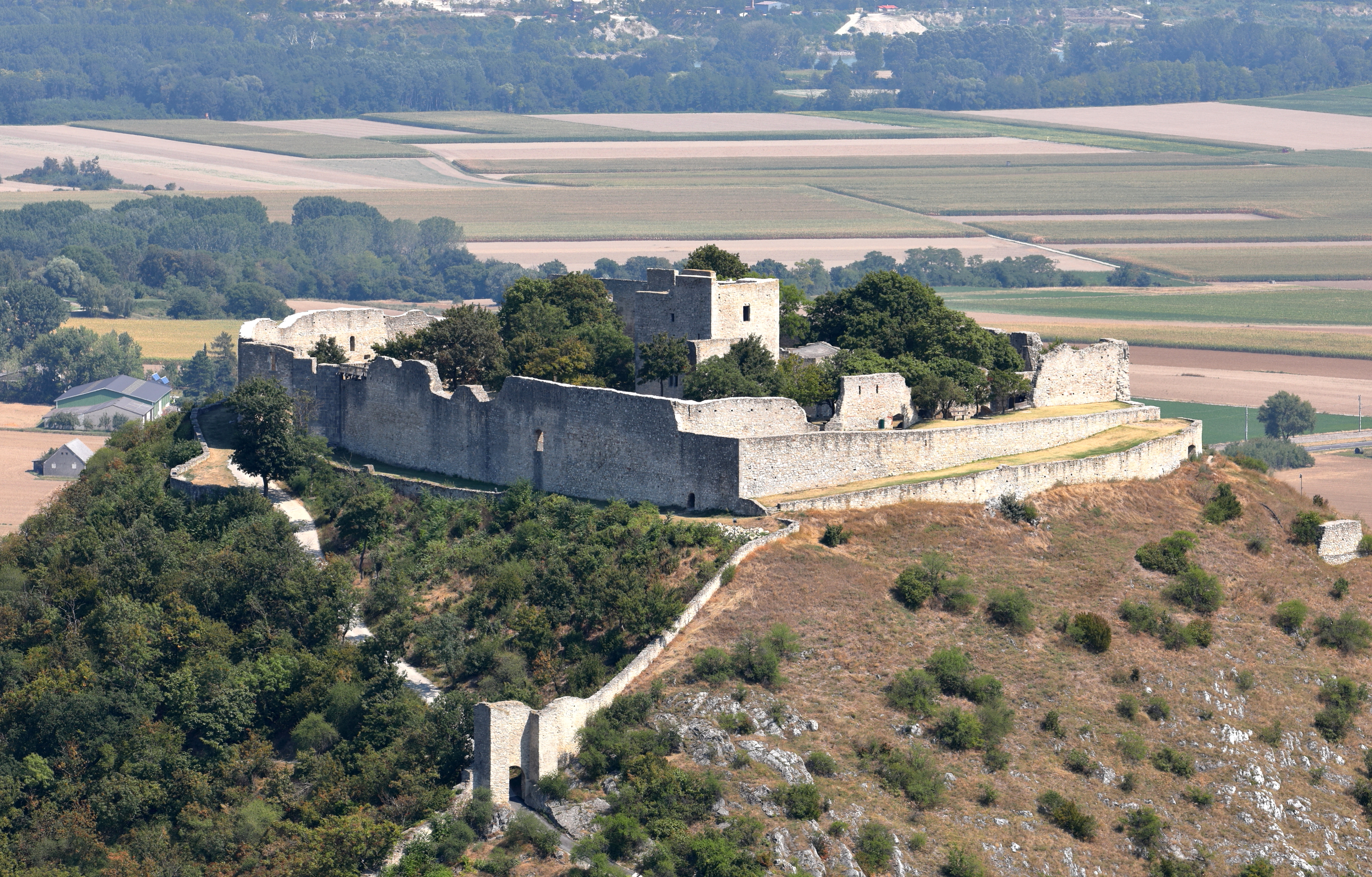
Хаймобург

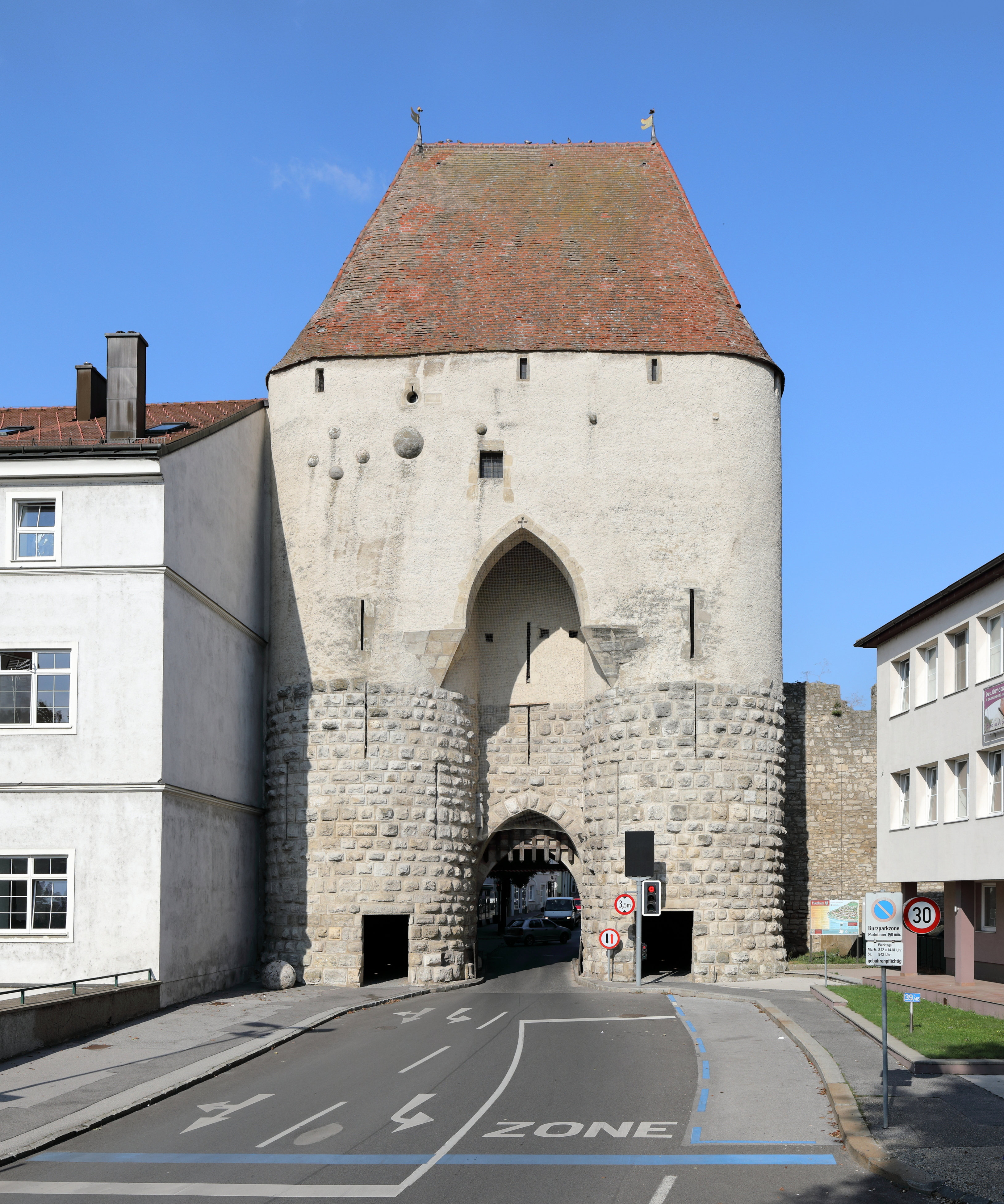
Венские ворота
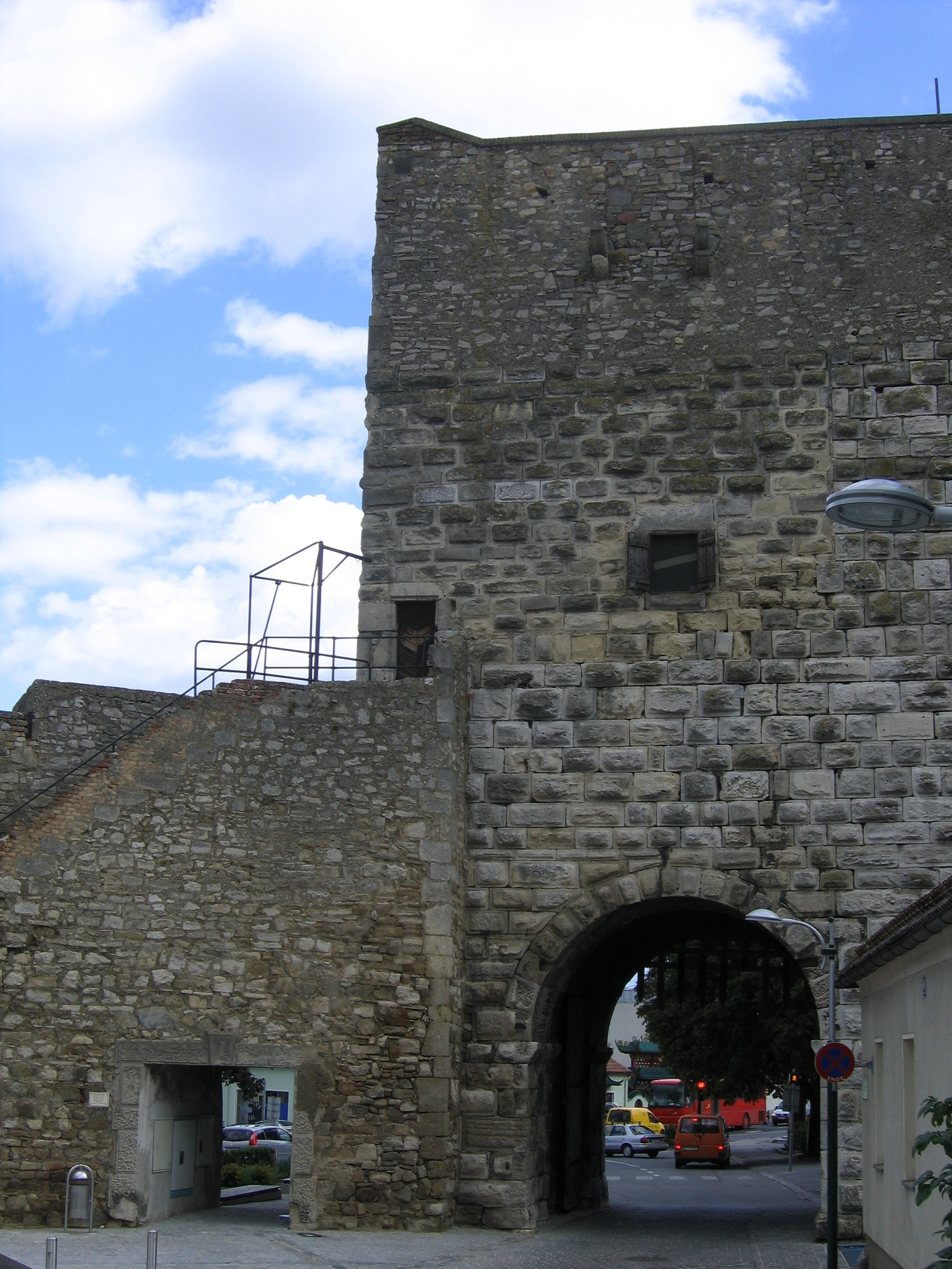
Венгерские ворота
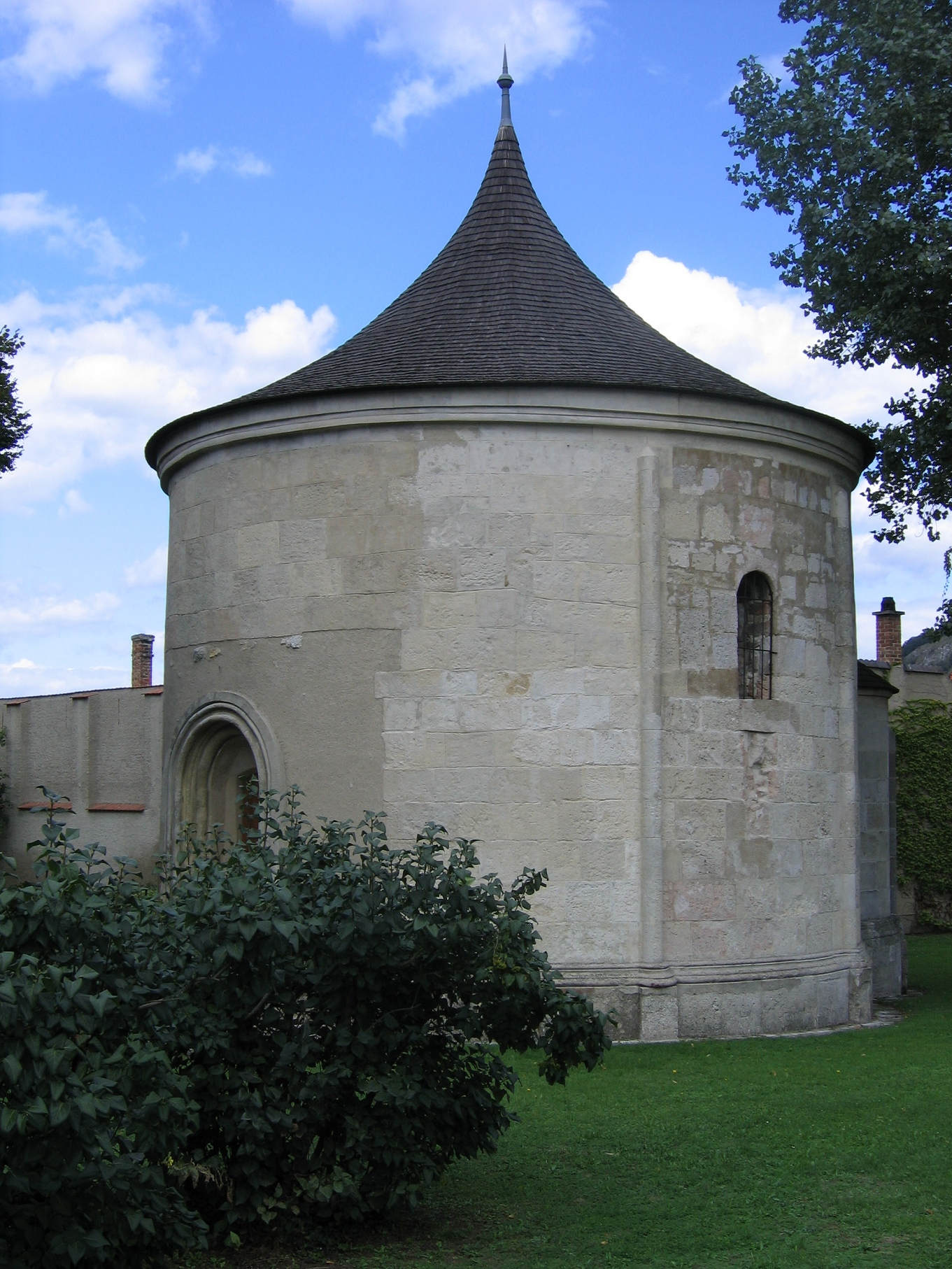
Башня Карнер
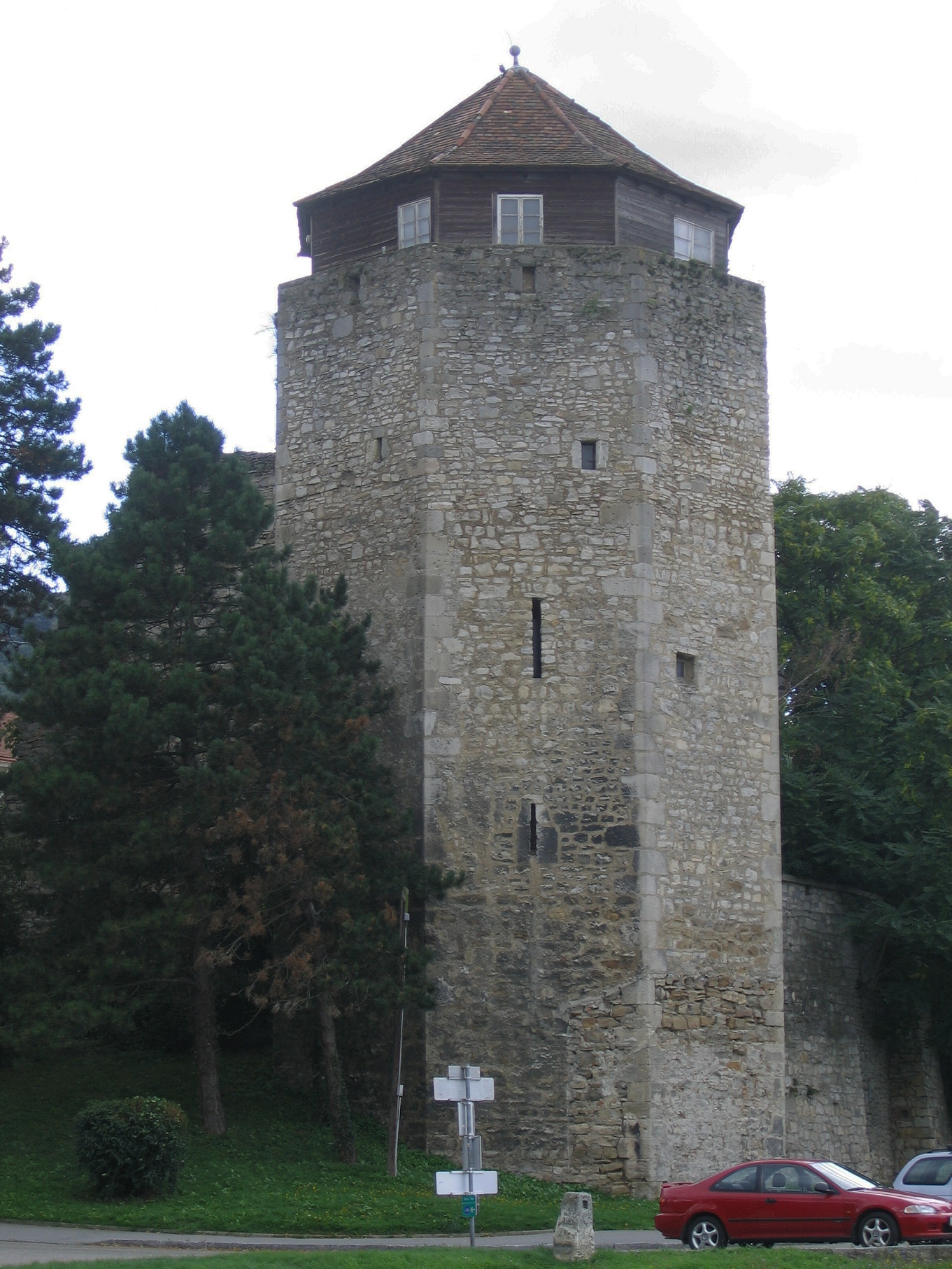
Башня Гётцентурм

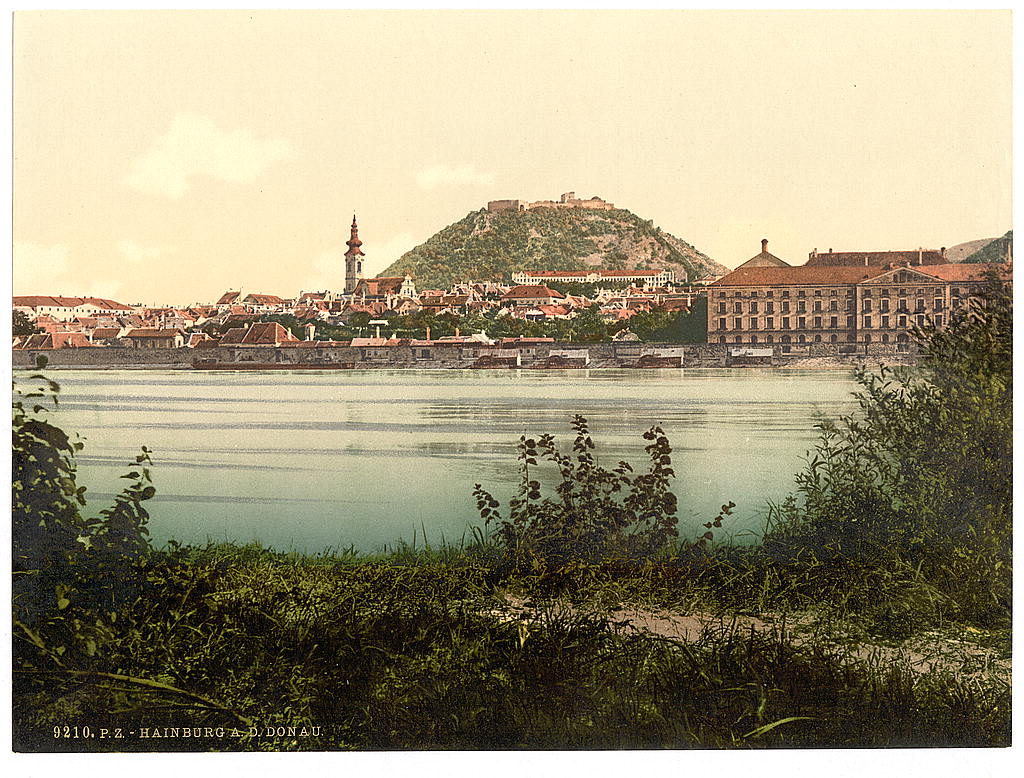
Хайнбург в 1900 году
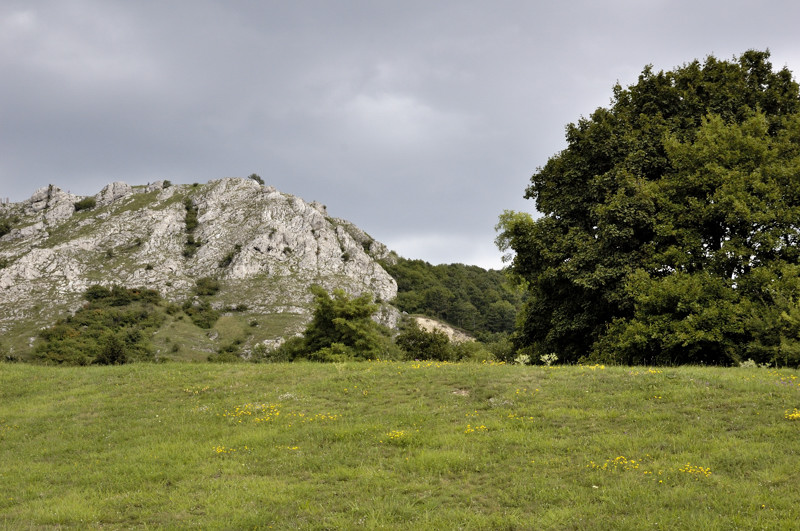
Браунсберг